# Saurauia brassii
Saurauia brassii är en tvåhjärtbladig växtart som beskrevs av Friedrich Ludwig Diels. Saurauia brassii ingår i släktet Saurauia och familjen Actinidiaceae. Inga underarter finns listade i Catalogue of Life.